# Стівен Кент (плавець)
Стівен Кент (англ. Steven Kent, 3 січня 1988) — новозеландський плавець.
Учасник Олімпійських Ігор 2012 року.